# جون براند
جون براند (بالإنجليزية: John Brand)‏ (1790 - 20 أبريل 1856) هو لاعب كريكت بريطاني (وحمل سابقاً جنسية المملكة المتحدة لبريطانيا العظمى وأيرلندا ومملكة بريطانيا العظمى).